# コーニッシュ・リヴィエラ・エクスプレス

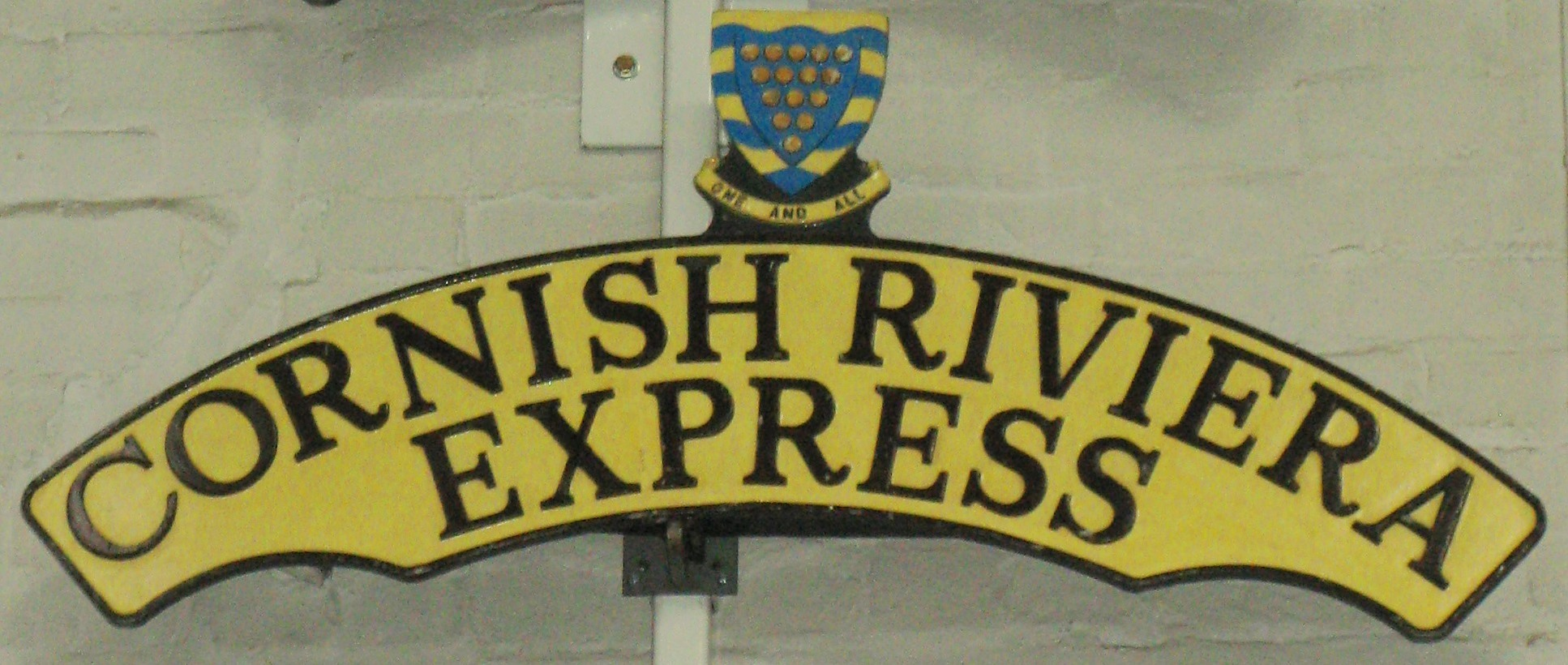
コーニッシュ・リヴィエラ・エクスプレスのヘッドマーク

コーニッシュ・リヴィエラ・エクスプレス（英語: Cornish Riviera Express）は、1904年からロンドンとコーンウォールのペンザンスを結んでいるイギリスの急行旅客列車である。グレート・ウェスタン鉄道が最初に運転を開始し、ロンドンのパディントン駅を午前遅くに出てペンザンス駅まで運行する列車にこの名前が付けられ、その後国有化されてイギリス国鉄となり、民営化されてファースト・グレート・ウェスタンとなっても、2回の世界大戦中に一時的に運転を中止したのみで、運転が続けられている。またペンザンスからロンドンまで午前遅くに出発して走る急行列車にも同じ名前が付けられている。その性能と宣伝により、コーニッシュ・リヴィエラ・エクスプレスはイギリスでもとても有名な列車となっており、その象徴的な地位に押し上げることになった1930年代におけるグレート・ウェスタン鉄道の宣伝でとくに名高い。

## 歴史
パディントンとペンザンスの間の直通列車は1867年3月1日から運転開始し、この中には10時15分発のコーニッシュマンや11時45分発のフライング・ダッチマンなどの急行列車も含まれていたが、所要時間はなお9時間かそれ以上を要していた。
グレート・ウェスタン鉄道は、より停車駅の少ない新しい急行列車を計画し、1904年7月1日に運転を開始した。ロンドンを10時10分に出発し、ペンザンスには17時10分に到着するように設定されていた。列車は食堂車を含めて6両編成で、さらに1両がトゥルーロで切り離されて、支線の列車に連結されてファルマスまで行くようになっていた。他にはデヴォンのプリマス・ノース・ロード、ヘルストン支線向けにグウィニア・ロード、セント・アイヴス支線向けにセント・エスに停車した。復路の列車はペンザンスを10時に発車し、追加でデヴォンポートにも停車した。
ザ・レールウェイ・マガジンの1904年8月号において、列車名を選ぶ公募が行われ、賞金として3ギニー（3.15ポンド）が提示された。1,286通の応募の中に「ザ・コーニッシュ・リヴィエラ・リミテッド」(The Cornish Riviera Limited) と「ザ・リヴィエラ・エクスプレス」(The Riviera Express) という2通の応募があり、これらが組み合わされて「ザ・コーニッシュ・リヴィエラ・エクスプレス」となった。しかし鉄道関係者は単に「ザ・リミテッド」と呼ぶことが多かった。
最初の2年間は夏期のみしか運転されなかったが、3年目からは通年運転となった。1906年にラングポート・アンド・キャッスル・ケイリー鉄道が開通して距離が20.25マイル（約32.6キロメートル）短縮されたことにより、ペンザンス着時刻を保ったままパディントンを20分遅く出発することができるようになった。同時に、新しい全長68フィート（約21メートル）のコンサーティナ型客車が用意された。また、ウェイマス、マインヘッド、イルフラクーム、ニューキーといった休暇の目的地向けに、列車が走行中に客車を切り離していくことができるスリップ・コーチが追加され、ダートムーアの南側、デイントンやラッタリーの勾配を登るために補助機関車を連結するニュートン・アボットまではノンストップで走るようになった。第一次世界大戦の半ばまでには列車は14両編成にまで成長し、夏の土曜日には2列車に分けて走ることさえあったが、1917年1月に戦時経済上の理由で運転中止となった。
列車の運転は1919年夏に再開されたが、まだ毎時60マイル（約96 km/h）の包括的な速度制限が適用されており、戦前のダイヤに復帰するのは1921年秋を待たねばならなかった。1923年には新しい鋼製客車と、さらに重要な4073形蒸気機関車（キャッスル級）が導入された。キャッスル級は「イギリス最強の蒸気機関車」と宣伝された。これにより、補助機関車の連結のために停車する必要が無くプリマスまで走れるようになり、スリップ・コーチを使うことでキャッスル型の限界である310トンに列車の重量を抑えられるようになった。しかしキャッスル級の優位は、1926年に登場したサザン鉄道のロード・ネルソン級が引張力で上回ったことからあまり長く続かず、特に西部方面への重い休日列車の牽引を想定して、6000形（キング級）が開発されることになった。キング級が1927年に投入されたことで、列車の重量が360トンに重くなってもなおプリマスまで4時間で到達することが可能となったが、機関車の重量が増加したためにコーンウォールでの使用は不可能となった。
1935年には9フィート7インチ（約2.9メートル）幅のセンテナリー型客車が導入されたが、第二次世界大戦までの間にはこれ以外にはあまり重要な変化はなかった。第二次世界大戦の勃発とともに、西部へ向かうすべての列車はブリストル経由に変更され、コーニッシュ・リヴィエラ・エクスプレスの出発時刻は14時35分に変更された。しかし10月にはまた10時30分に戻されて、エクセターが最初の停車駅となった。1941年夏には、誰もが夏の一時的な休暇を西部で過ごしていると思われるような状況となり、コーニッシュ・リヴィエラ・エクスプレスは5本の列車に分けて運行されるようになり、それぞれペンザンス、ペンザンス、ペイントン、キングスウィア、ニュートン・アボット行きとなった。皮肉なことに、コーニッシュ・リヴィエラ・エクスプレスは戦争期間中はずっと運転が続けられたが、1946年から1947年にかけての冬には石炭不足のために運転中止となり、翌年夏になって再開された。しかし、鉄道が国有化された後、1955年近代化計画が発表された1955年秋になるまで、戦前のダイヤには復帰しなかった。
1950年代末に牽引する機関車がディーゼル機関車に変更された。1964年に52形が導入されたことで、500トンの列車を牽いてトーントンに追加停車を行ってもなおプリマスまで4時間の所要時間を維持できるようになった。52形からさらに50形に置き換えられ、エアコン付のマーク2客車を牽引するようになる1977年までには、プリマスまでの所要時間がさらに短縮されて3時間35分となった。これらの車両は1981年秋にインターシティー125に置き換えられた。
イギリス国鉄の民営化後、ファースト・グレート・ウェスタンが運行している。その後もインターシティー125が使用され、過去25年を経て改良作業が進められている。既に、キング級がコーニッシュ・リヴィエラ・エクスプレスを牽引していた31年間を超え、37年間に渡って運航された。
2018年からはコーニッシュ・リヴィエラ・エクスプレスの歴史史上初となる動力分散方式車両であり、海外製の車両であるクラス802が投入され、インターシティ125を置き換えた。

## 機関車

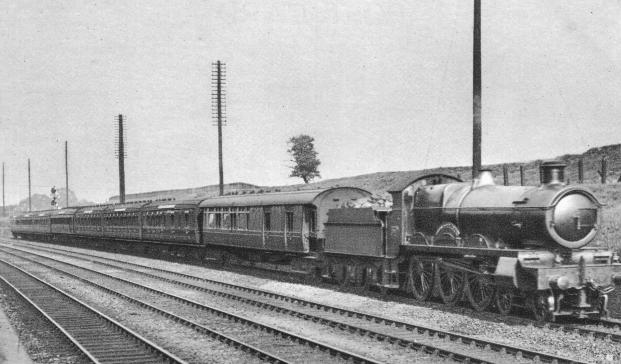
アクトン付近において、4000形（スター級）の4038号「クイーン・ベレンガリア」牽引、ロンドン行きコーニッシュ・リヴィエラ・エクスプレスを牽引している

最初の列車は3700形（シティ級）の車軸配置4-4-0の機関車が牽引しており、この中には翌日からの営業運転のために客車を1904年6月30日に回送する際に特別なデモンストレーションの列車を牽引した3433号「シティ・オブ・バース」も含まれている。初期の列車は、より大型の2900形（セイント級）が牽引したこともある。
1907年には4000形（スター級）がコーニッシュ・リヴィエラ・エクスプレスに導入され、さらに1924年には4073形（キャッスル級）で置き換えられた。機関車は通常プリマスで交換され、コーンウォールでは地元の機関車、シティ級あるいは3252形（デューク級）、後には4900形（ホール級）などが牽引した。1927年には新しく製作された6000形（キング級）の牽引となったが、重すぎてロイヤルアルバート橋を渡ってコーンウォールへ入ることができなかった。1952年にはプリマスより西で短期間だけ、イギリス国鉄7形蒸気機関車が列車を牽引した。
他社から貸し出されていた機関車が、この負担の大きな列車で何度も試験された。ロンドン・アンド・ノース・イースタン鉄道（LNER）のA1形4474号「ヴィクター・ワイルド」は1925年に試験され、また1948年と1955年には旧ロンドン・ミッドランド・アンド・スコティッシュ鉄道（LMS）のコロネーション級が同様に試験された。コロネーション級の2回目は46237号の「シティ・オブ・ブリストル」によるものであった。1956年にキング級は改造のために一時的に運用を外れ、プリンセス・ロイヤル級とコロネーション級の、46207号「プリンセス・アーサー・オブ・コンノート」、46210号「レディ・パトリシア」、46254号「シティ・オブ・ストーク・オン・トレント」、46257号「シティ・オブ・ソルフォード」が牽引した。
1958年に41形ディーゼル機関車によってディーゼル化された。しかしこの41形は十分な信頼性がなく、1960年までには42形に変更された。52形が1964年から牽引するようになったが、1968年から1970年までは42形に戻り、この時は重連運転であった。52形は電気暖房の設備が無く、エアコン付のマーク2客車が1975年に導入された際には50形の牽引に置き換えられた。この機関車は当初名前が付いていなかったが、すぐに「ウォーシップ」という名前が与えられ、41形と同じ固有名が付いた車両もあった。47形も1970年代に時折牽引した。
1979年8月5日にコーニッシュ・リヴィエラ・エクスプレスを最後に牽引したのは、50039号「インプラカブル」であった。翌日から43形を動力車とするインターシティー125が導入された。それ以来、インターシティー125は性能・編成ともにほとんど変化なく使われてきた。

## ダイヤ
列車の所要時間や停車駅の変遷を示す一例として、代表的な時期の時刻表を示す。時刻は、ロンドン発ペンザンス行きの平日のものである。スリップ・コーチや分割編成はここに含まれていない。
| 日付                           | 1904年7月            | 1920年10月           | 1940年9月              | 1965年6月 | 1987年9月 | 1987年12月 |
| 典型的な牽引機                 | シティ級・デューク級 | スター級・モーガル級 | キング級・キャッスル級 | 52形      | HST       | HST        |
| ロンドンパディントン           | 10:10                | 10:30                | 10:30                  | 10:30     | 10:50     | 10:05      |
| レディング                     | — —                  | — —                  | — —                    | — —       | — —       | 10:31      |
| トーントン                     | — —                  | — —                  | — —                    | 12:33     | — —       | — —        |
| エクセター・セント・デービッズ | — —                  | — —                  | 13:20                  | 13:09     | 12:50     | 12:08      |
| ニュートン・アボット           | — —                  | — —                  | — —                    | — —       | — —       | 12:29      |
| プリマス・ノース・ロード       | 1437                 | 14:53                | 14:35                  | 14:30     | 13:50     | 13:07      |
| デヴォンポート                 | — —                  | 15:00                | — —                    | — —       | — —       | — —        |
| リスカード                     | — —                  | — —                  | — —                    | 15:07     | 14:17     | 13:33      |
| ボドミン ♣                     | — —                  | — —                  | — —                    | 15:21     | 14:30     | 13:45      |
| パー                           | — —                  | — —                  | 15:33                  | 15:34     | 14:40     | 13:55      |
| セント・オーステル             | — —                  | — —                  | — —                    | 15:44     | 14:48     | 14:03      |
| トゥルーロ                     | 16:14                | 16:20                | 16:06                  | 16:06     | 15:06     | 14:22      |
| レドルース                     | — —                  | — —                  | — —                    | 16:24     | 15:19     | 14:33      |
| キャンボーン                   | — —                  | — —                  | — —                    | 16:32     | 15:25     | 14:41      |
| グウィニア・ロード             | 16:46                | 17:30                | 16:35                  | 廃止      | 廃止      | 廃止       |
| ヘイル                         | — —                  | — —                  | — —                    | 16:41     | — —       | 14:51      |
| セント・エス                   | 16:56                | 17:04                | 16:45                  | 16:45     | 15:35     | 14:54      |
| ペンザンス                     | 17:10                | 17:15                | 17:00                  | 17:00     | 15:46     | 15:10      |
| 所要時間                       | 7時間0分             | 6時間45分            | 6時間30分              | 6時間30分 | 4時間56分 | 5時間5分   |

♣ ボドミン・パークウェイ駅に改称されている

## 宣伝
コーニッシュ・リヴィエラ・エクスプレスに加えて、グレート・ウェスタン鉄道はコーニッシュ・リヴィエラを他の手段でも宣伝した。「まずあなたの国を見よう」(See your own country first) というスローガンを使ったポスターで、コーンウォールの気候をイタリアにたとえ、またコーンウォールとイタリアの地図を比べてそれぞれの地方の形の類似性を示してみせた。コーニッシュ・リヴィエラの景色や地図を示した葉書も製作された。
コーニッシュ・リヴィエラという題名の一連の本も発行された。最初の本は1904年に出版された152ページのもので、鉄道会社が発行したものとしては初めてであり、A.M.ブロードリー作で何回か改訂され、1926年まで5つの版で発行された。これを要約した36ページンのブックレットも製作され、海外向けに無料で配布された。1928年にはこの本の新しい版がピーター・マイスによって書かれ、1929年から1934年にかけて改訂版も発行された。
コーニッシュ・リヴィエラ・エクスプレスを取り上げた他の宣伝としては、ジグソーパズルや、興味を持った人たちが借り出して見ることのできるスライドなどがあった。